# Northrop XP-56 Black Bullet

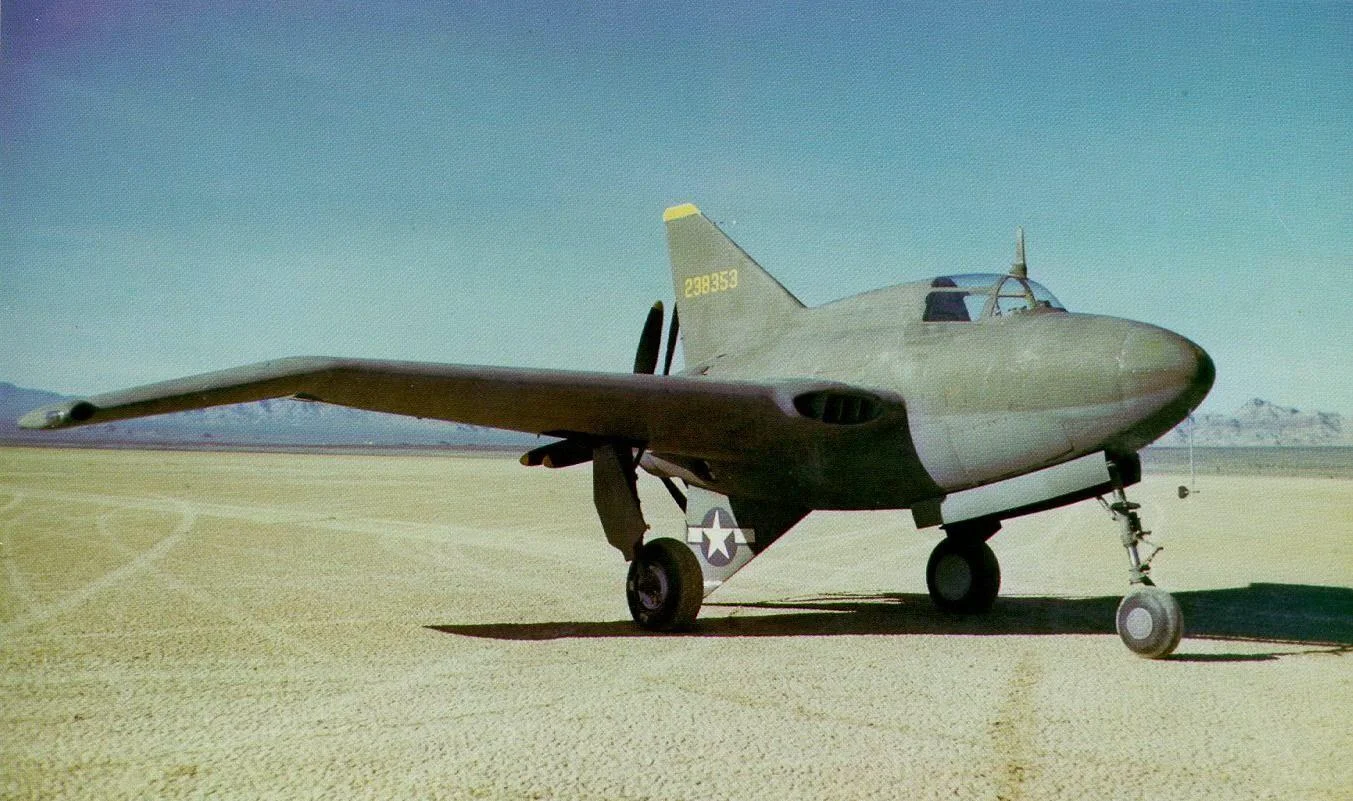
Segundo ejemplar del XP-56 Black Bullet

El Northrop XP-56 Black Bullet fue un prototipo único de caza interceptor construido por la Northrop Corporation. Fue uno de los más radicales entre los aviones experimentales construidos durante la Segunda Guerra Mundial. Al final, resultó infructuoso y no entró en producción en serie. 

## Diseño y desarrollo
La idea inicial para el XP-56 era bastante radical en 1939. No iba a tener cola horizontal, solo una pequeña cola vertical, usaba un motor experimental, e iba a ser producido usando un novedoso metal. El avión iba a ser un ala con un pequeño fuselaje central añadido para albergar el motor y el piloto. Se esperaba que esta configuración tuviera menos resistencia aerodinámica que un avión convencional.
La idea de este avión monoplaza se originó en 1939 como el modelo Northrop N2B. Fue diseñado alrededor del motor refrigerado por líquido Pratt & Whitney X-1800, en una configuración propulsora, accionando hélices contrarrotatorias. El Ejército de los Estados Unidos ordenó a Northrop que empezara los trabajos de diseño el 22 de junio de 1940, y tras revisar el diseño, ordenó un avión prototipo el 26 de septiembre del mismo año. Poco después de que hubiera comenzado los trabajos de diseño, Pratt & Whitney detuvo, sin embargo, el desarrollo del X-1800. Fue sustituido por el motor Pratt & Whitney R-2800, aunque se consideraba como no totalmente adecuado. Aunque el nuevo motor era más potente (2000 hp contra 1800 hp), tenía un mayor diámetro y requería un fuselaje mayor para albergarlo. Este cambio retrasó el programa cinco meses. Se calculó que el nuevo motor requeriría un incremento de 2000 libras en peso y acortaría en 14 mph la velocidad máxima. Como su diseño sin cola era novedoso y se consideró de alto riesgo, se decidió construir un pequeño y ligero avión de configuración similar para pruebas, llamado Model N-1M. En paralelo con el diseño del XP-56, se realizaron exitosos vuelos de pruebas de la configuración, utilizando este fuselaje, confirmando el diseño básico. Dos pequeños motores Lycoming equipaban este avión. Estas pruebas confirmaron la estabilidad del radical diseño y, tras revisión, el Ejército decidió construir un segundo prototipo, que fue ordenado el 13 de febrero de 1942.
Northrop construyó el XP-56 usando aleación de magnesio para el fuselaje y el recubrimiento, porque se preveía que habría escasez de aluminio por culpa de las demandas de la guerra. En esa época, había poca experiencia en la construcción de aviones con magnesio. Como el magnesio no puede ser fácilmente soldado usando las técnicas convencionales, Northrop contrató a Vladimir Pavlecka para desarrollar la técnica de soldadura TIG para aleaciones de magnesio (más tarde se descubrió que, en los años 20, General Electric ya había desarrollado técnicas similares.)

### Primer prototipo
Las primeras pruebas de motor en el avión fueron realizadas a finales de marzo de 1943, pero la flexión excesiva del eje de la hélice provocó un fallo de motor. Pratt & Whitney no envió otro motor hasta agosto, causando un retraso de cinco meses.
Las pruebas de carreteo del XP-56 comenzaron el 6 de abril de 1943, y mostraron un serio problema de guiñada. Al principio, se pensó que estaba causado por un desequilibrio en los frenos de las ruedas, y se realizó un esfuerzo considerable en arreglar este problema. Se instalaron frenos hidráulicos manuales y el avión voló en 30 de septiembre de 1943 en la Muroc Air Base en el sur de California. Finalmente, el problema de guiñada se encontró en la falta de estabilidad aerodinámica, y para arreglar esto, se alargó el estabilizador vertical superior de un mero apéndice a uno mucho más grande.
Tras una serie de vuelos, el primer XP-56 se destruyó el 8 de octubre de 1943, cuando el neumático de la pata izquierda explotó durante un carreteo a alta velocidad (alrededor de 130 mph), cuando cruzaba el Lago Seco Muroc. El piloto, John Myers, sobrevivió con heridas menores, que atribuyó a su innovador uso de un casco de jugador de polo. Myers fue el piloto de pruebas de muchos de los radicales diseños de Northrop durante la guerra.

### Segundo prototipo
Se hicieron una serie de cambios en el segundo prototipo, incluyendo un relastrado para adelantar el centro de gravedad, incrementando el tamaño de la cola vertical superior y rehaciendo las conexiones del control del timón. El segundo prototipo no fue completado hasta enero de 1944. El avión voló el 23 de marzo del mismo año. El piloto tuvo dificultades en levantar la rueda delantera por debajo de las 160 mph (257 km/h). También informó de extrema sensibilidad de guiñada. Este vuelo duró menos de ocho minutos, pero los siguientes vuelos fueron más largos, y la pesadez de la proa desaparecía cuando el tren de aterrizaje estaba retraído. Sin embargo, solo se alcanzaron velocidades relativamente bajas. Mientras se urgía al NACA para que investigara la imposibilidad de obtener las velocidades de diseño, se realizaron más pruebas de vuelo. En el décimo vuelo, el piloto notó una pesadez de cola extrema, falta de potencia, y consumo excesivo de combustible. Las pruebas de vuelo se suspendieron por ser demasiado peligrosas, y el proyecto fue abandonado tras un año de inactividad. En 1946, las Fuerzas Aéreas del Ejército de los Estados Unidos estaban desarrollando cazas a reacción, y no tenían la necesidad de un nuevo avión de caza convencional.

### Línea temporal[1]
- 20 de junio de 1940. Se firma el contrato de desarrollo.
- 4 de octubre de 1940. Se cancela el desarrollo del motor original.
- 5 de septiembre de 1941. Se ordena el segundo prototipo.
- 15 de julio de 1941. El Ejército inspecciona la maqueta del diseño.
- Marzo de 1943. Primer prototipo completado. Comienzan las pruebas de motor.
- 6 de abril de 1943. Pruebas de carreteo a alta velocidad.
- 6 de septiembre de 1943. Primer vuelo.
- 8 de octubre de 1943. Pruebas adicionales de carreteo tras modificaciones en el prototipo, el primer prototipo se estrella.
- Enero de 1944. Segundo prototipo completado.
- 23 de marzo de 1944. Primer vuelo del segundo prototipo.
- Enero de 1946. El desarrollo se detiene.

## Variantes
N2B
Denominación inicial del fabricante.
XP-56 Black Bullet
Designación final del prototipo.

## Disposición de los aviones
- 41-786: estrellado durante un carreteo a alta velocidad en 1943.[3]
- 42-38353: almacenado en el Museo Nacional del Aire y el Espacio de Estados Unidos del Instituto Smithsoniano en Washington D. C. El 20 de diciembre de 1946, el Ejército de los estados Unidos envió el segundo prototipo a Freeman Field, Indiana, para almacenaje. Se convirtió en parte de la colección del National Air and Space Museum en 1950-51, cuando el Smithsonian trasladó esta colección a su Paul Garber Restoration Facility, localizada en Suitland, Maryland.[4]

## Especificaciones (estimaciones del XP-56)

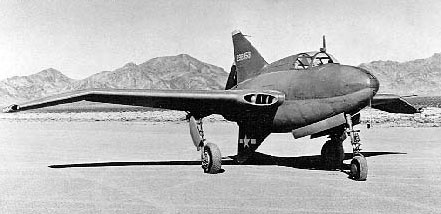
Northrop XP-56 Black Bullet, núm. ser. 42-38353; segundo avión.

### Características generales
- Tripulación: Uno (piloto)
- Longitud: 8,4 m (27,5 ft)
- Envergadura: 13 m (42,5 ft)
- Altura: 3,4 m (11 ft)
- Superficie alar: 28,4 m² (306,1 ft²)
- Peso vacío: 3955 kg (8716,8 lb)
- Peso cargado: 5159 kg (11 370,4 lb)
- Peso máximo al despegue: 5520 kg (12 166,1 lb)
- Planta motriz: 1× motor radial Pratt & Whitney R-2800-29.
  - Potencia: 1492 kW (2057 HP; 2029 CV)

### Rendimiento
- Velocidad máxima operativa (Vno): 749 km/h (465 MPH; 404 kt) a 7620 m
- Alcance: 1063 km (574 nmi; 661 mi)
- Techo de vuelo: 10 061 m (33 009 ft)
- Régimen de ascenso: 15,8 m/s (3110 ft/min)
- Carga alar: 181 kg/m² (37,1 lb/ft²)
- Potencia/peso: 0,96 kW/kg (0,18 hp/lb)

### Armamento
- Ametralladoras: 

  - 4 de 12,70 mm

- Cañones: 

  - 2 de 20 mm

## Aeronaves relacionadas

### Aeronaves similares
- Handley Page Manx
- Miles M.35

### Secuencias de designación
- Secuencia N-_ (interna de Northrop): N-1 - N-2 - N-3 - N-4 - N-5 →
- Secuencia P-_ (Cazas (Pursuit) del USAAC/USAAF/USAF, 1924-1962): ← P-53 - XP-54 - XP-55 - XP-56 - XP-57 - XP-58 - P-59 →